# Prudence Heward

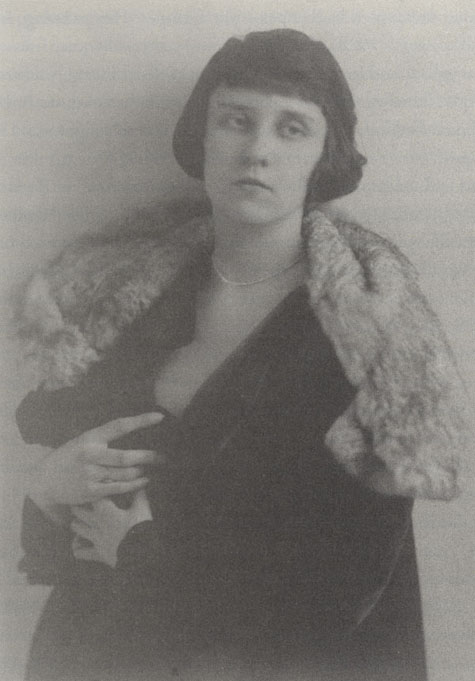
Prudence Heward

Prudence Heward (Montreal, 2 de julio de 1896 – Los Ángeles, 19 de marzo de 1947) fue una pintora canadiense.

## Biografía
Efa Prudence Heward nació en Montreal, Canadá, en una familia acomodada, se educó en colegios privados. De joven mostró interés por las artes y, alentada por su familia, asistió a la escuela Art Association of Montreal para formarse.
Durante la Primera Guerra Mundial, Heward vivió en Inglaterra donde sus hermanos sirvieron en el Ejército Canadiense mientras ella servía como voluntaria con la Cruz Roja. Al final de la guerra retorna a Canadá, continúa pintando y se une al  Beaver Hall Hill Group. En 1924 presentó su primera exposición en la Royal Canadian Academy of Arts en Toronto. De todas formas, en aquel tiempo las mujeres artistas no gozaban de credibilidad y no fue hasta 1932 cuando Heward tuvo su primera exposición como artista individual en la Scott Gallery de Montreal.
Deseando perfeccionar sus habilidades, forma parte del grupo creativo del barrio de Montparnasse de París, entre 1925 y 1926. Prudence Heward vivió y pintó en París, mientras estudiaba en la Académie Colarossi, frecuentaba el Café Le Dome en Montparnasse, el refugio preferido de los escritores y artistas norteamericanos como el escritor canadiense Morley Callaghan y sus amigos Ernest Hemingway y F. Scott Fitzgerald.
Mientras estaba en París, Heward conoció a la pintora de Ontario Isabel McLaughlin a la que le unió una gran amistad, y con la que realizó viajes para realizar pinturas paisajísticas. En 1929 su carrera logró un mayor reconocimiento cuando su cuadro, Girl on a Hill, ganó el premio del Governor General Willingdon organizado por la National Gallery of Canada. 
Fue invitada a exhibir con el Grupo de los Siete con uno de ellos A. Y. Jackson entabló amistad y juntos hicieron excursiones por el río San Lorenzo. Realizó numerosos jardines en especial para la zona de Eastern Townships en Quebec. Heward es mayormente recodada por sus retratos de mujeres y niños, incluyendo sus cinco desnudos femeninos entre los que hay cuatro de mujeres afroamericanas.
En 1933, Prudence Heward cofundó el Canadian Group of Painters, pero sus problemas con el asma y otros problemas de salud la hicieron abandonar. Un accidente de automóvil en 1939 mermó sus capacidades aunque siguió trabajando produciendo algunas obras hasta 1945 cuando su salud se deterioró hasta el punto de dejar de pintar. Murió dos años después, mientras buscaba tratamiento en Los Ángeles.

## Obras
Hoy, la obra de Prudence Heward se puede encontrar en las galerías de Canadá incluyendo la Winnipeg Art Gallery, la Montréal Museum of Fine Arts y la National Gallery of Canada.

## Reconocimientos
En 1996, su primo, el político Heward Grafftey, escribió "Chapter Four: Prudence Heward" para el libro Portraits of a Life. El 2 de julio de 2010, los correos candadienses emitieron un sello conmemoativo con un autorretrato.